# Moselbrücke Traben-Trarbach

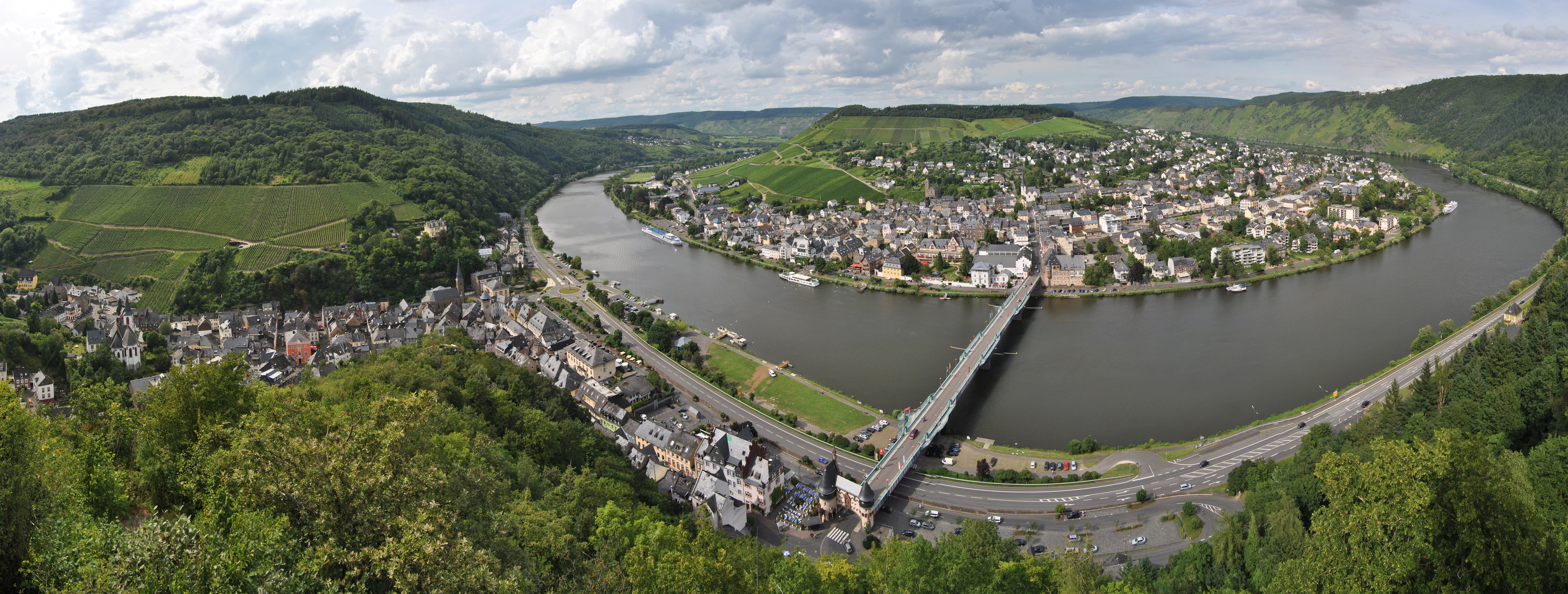
Sicht von Süden

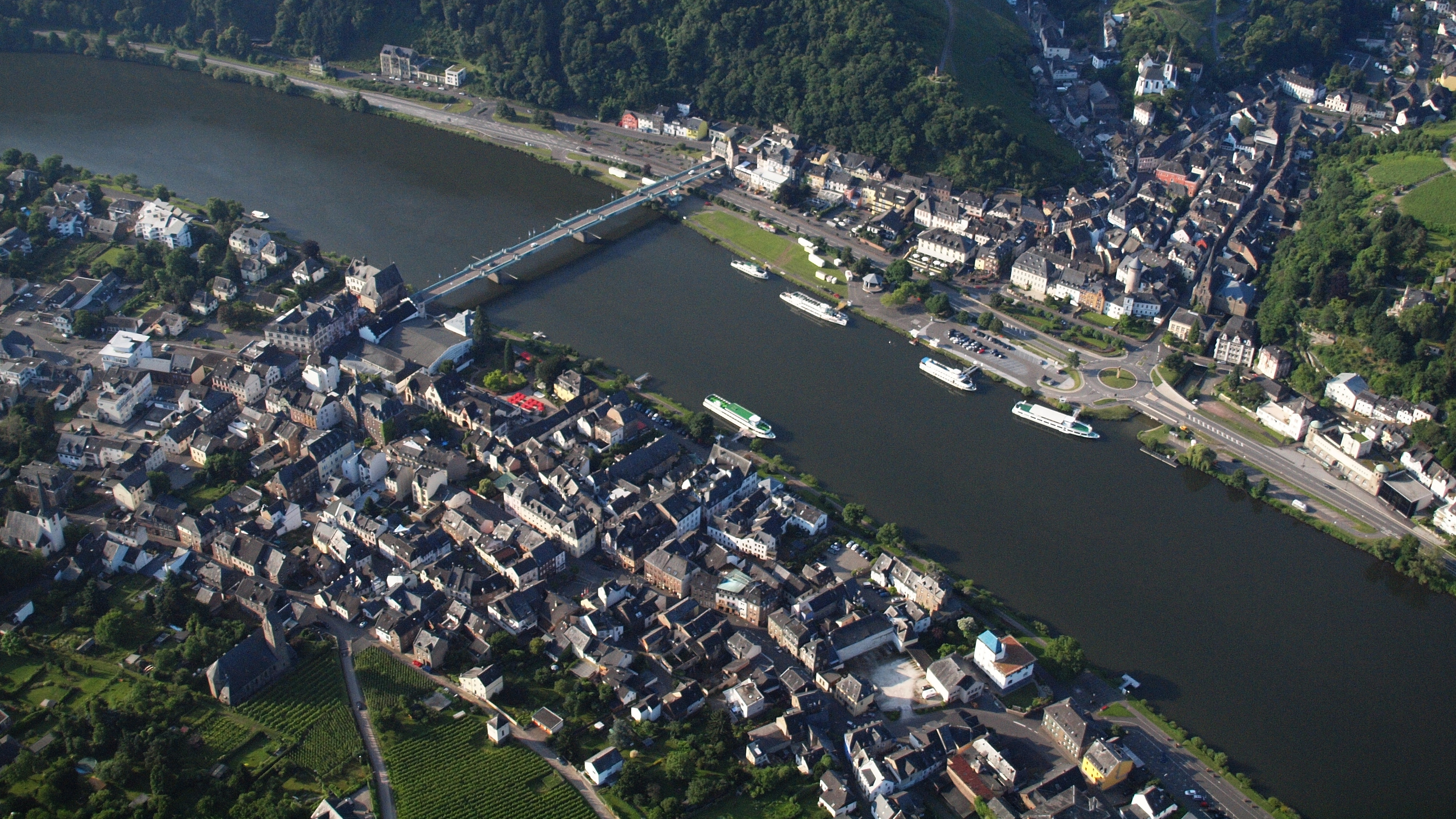
Luftaufnahme aus nördlicher Richtung

Die Moselbrücke Traben-Trarbach ist eine Straßenbrücke über die Mosel in der Stadt Traben-Trarbach im Landkreis Bernkastel-Wittlich, Rheinland-Pfalz.
Sie ist Teil der Landesstraße 187.
Am südlichen Ende der Brücke steht das Brückentor, das Wahrzeichen der Stadt.
Als Widerlager und Torbau der Moselbrücke ist es ein eingetragenes Kulturdenkmal.
Das Widerlager der Moselbrücke mit Treppenaufgang am nördlichen Ende ist ein weiteres Kulturdenkmal.
Die Stahlbrücke liegt am Mosel-km 106,97. Sie hat eine Länge von 239 m und eine Höhe von 8,89 m.
Die Jugendstil-Brücke wurde 1898/99 erbaut, Architekt der vierteiligen Bogenbrücke und des Brückentors war Bruno Möhring.
Die Brücke wurde 1945 gesprengt und 1948 neu erbaut.

## Bilder

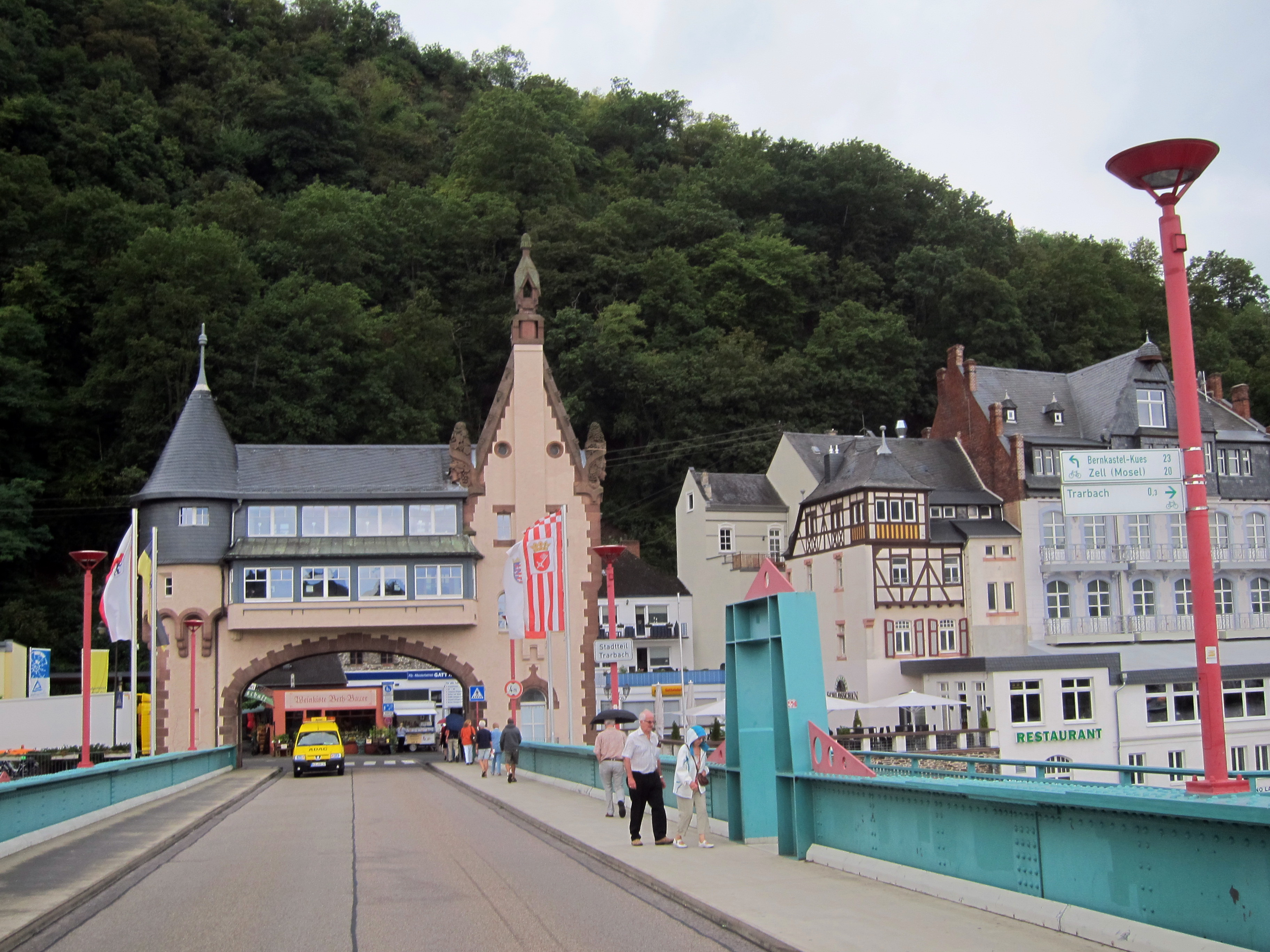
Brücke und Brückentor
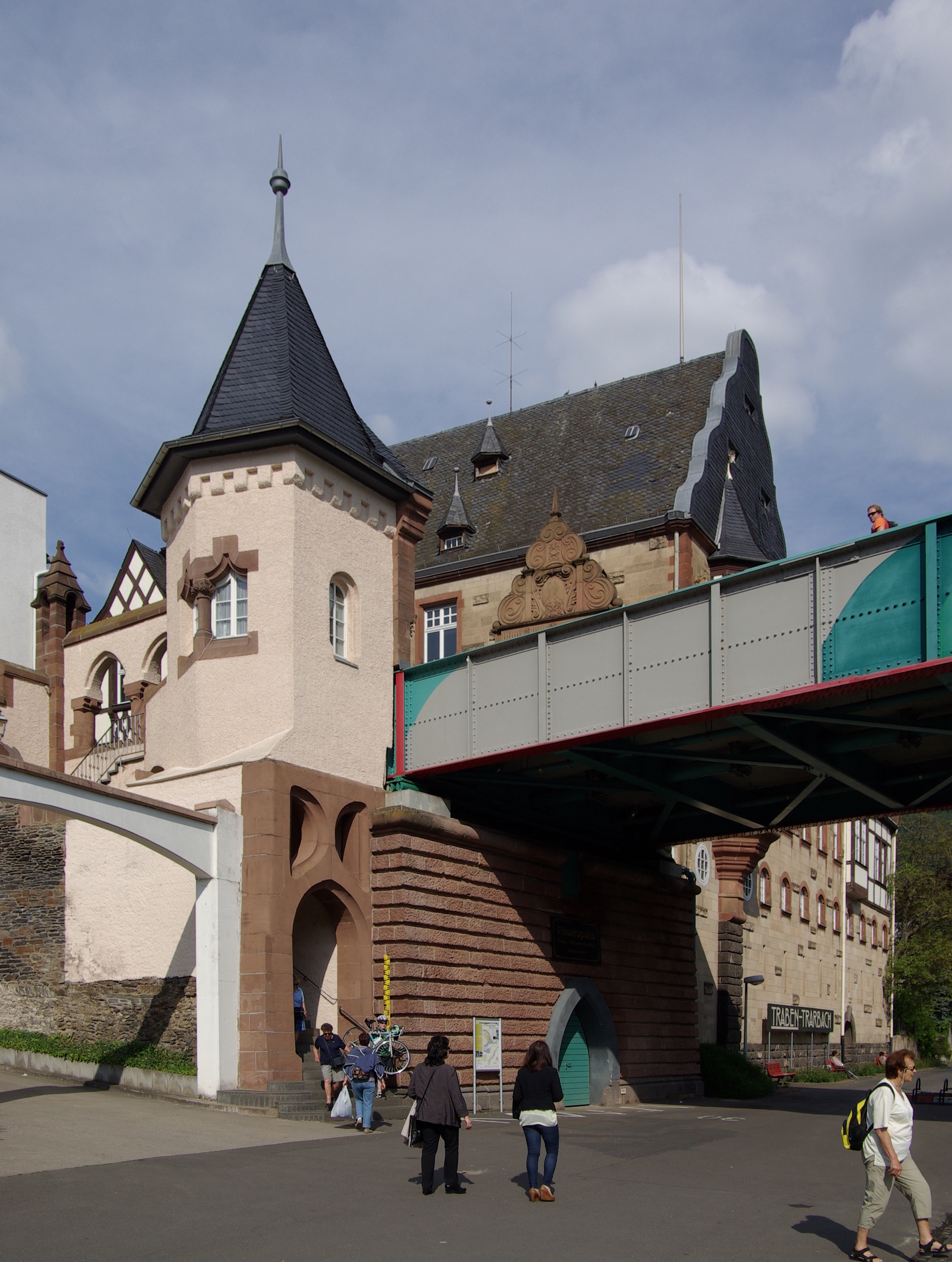
Widerlager der Brücke mit Treppenaufgang